# Operación Volga
Operación Volga es el nombre de un experimento nuclear soviético con misiles tácticos R-11M, conducida en la bahía Chyornaya, Isla sur del sitio de pruebas de Nueva Zembla, en septiembre de 1961. Los experimentos tenían como propósito verificar la eficacia de estas armas y estudiar los efectos de las explosiones nucleares sobre los equipos de defensa y equipo militar. Las pruebas tuvieron resultados exitosos, demostrando la eficacia y fiabilidad de estas armas nucleares tácticas del Ejército soviético. Esto contribuyó a la buena interacción entre las unidades y el Ejército con los marineros, así como la anticipación de resultados igualmente satisfactorios para las pruebas nucleares con misiles navales, por su similitud. Los experimentos fueron dirigidos por el Coronel-General Iván Mikhaylovich Pyrsky.

## Pruebas
La primera prueba se condujo el 10 de septiembre. El mismo día, en la Isla norte de Nueva Zembla, se había llevado a cabo la primera prueba nuclear en el Polígono de Nueva Zembla después de una moratoria de 33 meses. Para la prueba se equipó un misil de corto alcance R-11M con una pequeña ojiva nuclear, el cual despegaría desde la base aérea de Rogachevo, al norte de la misma isla. El cohete voló unos 100 km hacia un campo de batalla recreado con equipos diversos (incluyendo los equipos de filmación y medición) en la bahía. Finalmente la ojiva explotó con una ligera desviación del objetivo a las 11:00 a. m. (hora GMT), a 390 m de altura. La energía liberada fue de 12 kilotones, ligeramente superior a lo esperado. Dos horas más tarde los dosimetristas llegaron a la zona de la explosión y establecieron que el aumento de radiación era insignificante.
El segundo lanzamiento se realizó tres días después - el 13 de septiembre. La bomba explotó a 250 m sobre el mar con un rendimiento de 6 kilotones, inferior al nominal. La nube de la explosión fue llevada por el viento, especialmente hacia el noreste (mar de Kara), pero también hacia el mar de Barents, aumentando la radiación de fondo en Belushya y Rogachevo. La baja altitud de la explosión, causada intencionalmente para comparar los efectos de esta a distinta altura, provocó que el área quedara importantemente contaminada. Por ello se decidió realizar una moratoria en la bahía, la que fue concluida el 8 de octubre del mismo año. Un estudio realizado por el Instituto de Geofísica Aplicada de la URSS en septiembre de 1977 en el área de la explosión demostró que los valores de radiación allí eran casi iguales a los valores de fondo.